# 1. deild islandzka w piłce nożnej (1975)
Sezon 1975 był 64. sezonem o mistrzostwo Islandii. Tytuł obroniła drużyna Akraness. Po sezonie spadł zajmujący ostatnie miejsce zespół ÍB Vestmannaeyja.

## Drużyny
Po sezonie 1974 z ligi spadł zespół ÍBA Akureyri, z 2. deild awansowała natomiast drużyna FH.
| Uczestnicy poprzedniej edycji                                                                                 | Uczestnicy poprzedniej edycji | Uczestnicy poprzedniej edycji | Uczestnicy poprzedniej edycji |
| --- | ----------------------------- | ----------------------------- | ----------------------------- |
| ÍA | Akraness                      | 1                             |                               |
| ÍBK | Keflavík                      | 2                             |                               |
| VAL | Valur                         | 3                             |                               |
| ÍBV | ÍB Vestmannaeyja              | 4                             |                               |
| KRE | KR                            | 5                             |                               |
| FRA | Fram                          | 6                             |                               |
| VÍR | Víkingur Reykjavík            | 7                             |                               |
| Awans z 2. deild                                                                                              |                               |                               |                               |
| FH | FH                            | 1                             |                               |
| Oznaczenia: - kolumna pierwsza – skróty nazw drużyn, - kolumna trzecia – miejsce zajęte w poprzednim sezonie. |                               |                               |                               |

## Tabela
| Lp. | Drużyna              | M  | Z | R | P | Bramki | Bramki | Różn. | Pkt | Uwagi                                    |
| --- | -------------------- | -- | - | - | - | ------ | ------ | ----- | --- | ---------------------------------------- |
| 1   | Akraness (M)         | 14 | 8 | 3 | 3 | 29     | 14     | +15   | 19  | Puchar Europy • I runda                  |
| 2   | Fram                 | 12 | 8 | 1 | 3 | 20     | 17     | +3    | 17  | Puchar UEFA • 1/32 finału                |
| 3   | Valur                | 14 | 6 | 4 | 4 | 20     | 17     | +3    | 16  |                                          |
| 4   | Víkingur Reykjavík   | 14 | 6 | 3 | 5 | 17     | 12     | +5    | 15  |                                          |
| 5   | Keflavík             | 14 | 4 | 5 | 5 | 13     | 13     | 0     | 13  | Puchar Zdobywców Pucharów • 1/16 finału1 |
| 6   | FH                   | 14 | 4 | 5 | 5 | 11     | 21     | −10   | 13  |                                          |
| 7   | KR                   | 14 | 3 | 4 | 7 | 13     | 18     | −5    | 10  |                                          |
| 8   | ÍB Vestmannaeyja (S) | 14 | 2 | 5 | 7 | 11     | 22     | −11   | 9   | play-off                                 |

## Wyniki
| Gospodarz \ Gość   | ÍA  | FRA | FH  | KRE | ÍBK | VAL | ÍBV | VÍR |
| Akraness           |     | 2:2 | 7:1 | 0:0 | 1:0 | 2:1 | 4:0 | 1:1 |
| Fram               | 3:6 |     | 2:0 | 2:0 | 1:1 | 2:3 | 1:0 | 1:0 |
| FH                 | 1:0 | 1:0 |     | 1:0 | 1:1 | 0:3 | 0:0 | 0:2 |
| KR                 | 0:1 | 2:3 | 1:1 |     | 2:4 | 0:0 | 1:0 | 2:0 |
| Keflavík           | 1:2 | 0:1 | 2:2 | 1:0 |     | 0:0 | 0:0 | 0:1 |
| Valur              | 1:0 | 1:3 | 1:2 | 2:2 | 1:2 |     | 2:2 | 1:0 |
| ÍB Vestmannaeyja   | 3:2 | 2:0 | 1:1 | 1:2 | 0:1 | 1:2 |     | 0:0 |
| Víkingur Reykjavík | 2:2 | 0:1 | 1:0 | 2:1 | 1:0 | 1:2 | 6:1 |     |

Źródło:  (ang.)
Objaśnienia:
1Drużyna gospodarzy jest wymieniona po lewej stronie tabeli.
Kolory: zielony – zwycięstwo gospodarzy, żółty – remis, różowy – zwycięstwo gości.

## Play-off
Po zakończeniu sezonu rozegrany został mecz pomiędzy ostatnią drużyną w tabeli oraz drugą drużyną z 2. deild. Spotkanie zwyciężyła drużyna z Reykjavíku, zapewniając sobie miejsce w 1. deild, natomiast ÍB Vestmannaeyja rozpoczął sezon 1976 w 2. deild.
| 2 września 1975 | Þróttur Reykjavík | 2:0Raport | ÍB Vestmannaeyja | Laugardalsvöllur, Reykjavík |
|                 |                   |           |                  |                             |

## Najlepsi strzelcy
| Bramki | Strzelcy                | Drużyna            |
| ------ | ----------------------- | ------------------ |
| 10     | Matthías Hallgrímsson   | Akraness           |
| 8      | Marteinn Geirsson       | Fram               |
| 8      | Örn Óskarsson           | ÍB Vestmannaeyja   |
| 8      | Guðmundur Þorbjörnsson  | Valur              |
| 7      | Teitur Þórðarson        | Akraness           |
| 6      | Steinar Jóhannsson      | Keflavík           |
| 5      | Atli Þór Heðinsson      | KR                 |
| 5      | Gunnar Örn Kristjánsson | Víkingur Reykjavík |